# Cornelia Melis
Cornelia Marina Melis, detta Lia (Aruba, 23 febbraio 1960), è un'ex maratoneta arubana.

## Biografia
Attiva nelle competizioni internazionali dal 1987, dopo lo scioglimento avvenuto l'anno precedente delle Antille Olandesi, Lia Melis ha rappresentato lo stato caraibico nel corso delle prime due partecipazioni della delegazione arubana ai Giochi olimpici, prendendo parte alle maratone di Seul 1988 e di Barcellona 1992. Ha inoltre preso parte a due edizioni dei Mondiali. 

## Palmarès
| Anno | Manifestazione      | Sede         | Evento         | Risultato | Prestazione | Note             |
| ---- | ------------------- | ------------ | -------------- | --------- | ----------- | ---------------- |
| 1987 | Mondiali indoor     | Indianapolis | 3000 m piani   | 11ª       | 10'24"79    | Record nazionale |
| 1987 | Giochi panamericani | Indianapolis | 10000 m piani  | 11ª       | 38'24"00    | [ 1 ]            |
| 1987 | Mondiali            | Roma         | Maratona       | 30ª       | 2h59'31"    |                  |
| 1988 | Giochi olimpici     | Seul         | Maratona       | 56ª       | 2h53'24"    | [ 2 ]            |
| 1989 | Mondiali di cross   | Stavanger    | Corsa seniores | 117ª      | 29'18"      |                  |
| 1991 | Mondiali di cross   | Anversa      | Corsa seniores | 122ª      | 25'30"      |                  |
| 1991 | Mondiali            | Tokyo        | Maratona       | 21ª       | 2h58'18"    |                  |
| 1992 | Giochi olimpici     | Barcellona   | Maratona       | dnf       | dnf         | [ 3 ]            |